# Hoppecke-Quellbäche
Hoppecke-Quellbäche ist ein 16,92 ha großes Naturschutzgebiet (NSG) im Rothaargebirge. Es liegt im Stadtgebiet von Winterberg im nordrhein-westfälischen Hochsauerlandkreis. Es wurde 2008 mit dem Landschaftsplan Winterberg durch den Hochsauerlandkreis als dreiteiliges NSG ausgewiesen.

## Geographische Lage
Das NSG liegt in der nördlichen Winterberger Gemarkung Niedersfeld. 3,5 km westsüdwestlich des NSG befindet sich Niedersfeld, 6,5 km nordnordwestlich das jenseits des Langenbergs (843,2 m ü. NHN) gelegene Bruchhausen (Olsberg), und 2,5 km südwestsüdlich Hildfeld (Winterberg), das jenseits des Clemensbergs (ca. 837 m) liegt.
Das NSG befindet sich im Naturraum Langenberg (Nr. 333.58), einem Teil der naturräumlichen Untereinheit Winterberger Hochland (333.5).
Der Mittel- und Südteil des NSG enden im Nordosten an der Grenze von Nordrhein-Westfalen zu Hessen sowie zum dortigen Landkreis Waldeck-Frankenberg mit dem Gemeindegebiet von Willingen und dem Naturpark Diemelsee.
Die drei NSG-Teile sind räumlich etwas voneinander entfernt. Der Südteil, der flächenmäßig größte Bereich des gesamten Schutzgebiets, liegt auf mittleren Lagen vom Nordosthang des Clemensbergs auf etwas mehr als 700 bis 772,5 m Höhe; daran schließt auf dem oberen Hangteil an zwei Stellen das NSG Neuer Hagen mit der Hoppeckequelle an. Der Mittelteil befindet sich auf dem unteren Teil vom Nordhang des Clemensbergs auf rund 694 bis 774 m Höhe; er grenzt im Norden an die südöstliche Olsberger Gemarkung Bruchhausen. Der kleine Nordwestteil liegt auf dem ausgedehnten Übergangsbereich vom Clemensberg zum Langenberg auf 740 bis 775 m Höhe; er stößt im Norden an das NSG Erlenbruch.
Das NSG umfasst in drei Teilflächen einen quellnahen größeren Bereich am Oberlauf der Hoppecke und zwei kleinere Bereiche an zwei namenlosen Kleinzuflüssen, wobei bei einem der beiden Zuflüsse nur der Quellbereich ins NSG einbezogen wurde.